# Green Lantern
Green Lantern (i Sverige även känd under namnet Gröna lyktan) är det kollektiva namnet på flera olika seriefigurer som genom åren iklätt sig rollen som denna ringbärande superhjälte från serieförlaget DC Comics. Ursprungskaraktären skapades 1940 av Bill Finger (författare) och Martin Nodell (tecknare). 2011 hade filmen med samma namn premiär.

## Alan Scott
Alan Scott fick sina krafter från en mystisk grön lykta. Lyktan visade sig vara tillverkad av den magiska meteoren The Starheart . Tillsammans med lyktan fick han även en ring med vilken han kunde skapa fasta föremål med hjälp av sin viljestyrka. Han har varit medlem i alla inkarnationer av superhjältegruppen Justice Society of America. Under Zero Hour-krisen förlorade han sin ring och sina krafter men fann en kort tid senare att kraften från The Starheart fanns kvar inom honom. Han tog än en gång upp rollen som superhjälte men nu utan ring och lykta och under den nya identiteten Sentinel. När den onde Mordru stal kraften från honom återformade den sig som en ring och Alan Scott var återigen Green Lantern.
Alan Scott har trots sitt namn aldrig tillhört Green Lantern Corps. Hans ring är magisk och även om den delar de flesta egenskaper med de andra lyktornas vetenskapliga ringar saknar den svagheten mot färgen gul. Alans ring är istället värdelös mot träföremål.

## Hal Jordan
Hal Jordan, den mest kända Gröna lyktan, skapades 1959 av John Broome och Gil Kane i Showcase nr 22. Jordan var en pilot som jobbade för Ferris Aircraft Company när han plötsligt en dag, ute på en flygtur, drogs till ett kraschat rymdskepp ute i ödemarken. I rymdfarkosten fanns den döende utomjordingen Abin Sur som hade skickat efter Jordan med hjälp av sin kraftring. Kraftringen sökte över hela Jorden efter en ärlig individ utan rädsla, vilket blev Jordan. Utomjordingen gav Hal sin kraftring och ett kraftbatteri i form av en grön lykta och således gick Hal Jordan med i The Green Lantern Corps – en intergalaktisk polisstyrka med the Guardians of the Universe som överhuvuden med uppgift att skydda universum från all ondska och alla hot. Jordan tog över ansvaret för sektor 2814 i rymden som rymde ett flertal planeter, inklusive jorden. Kraftringarna som alla kårmedlemmar bär styrs genom användarens vilja och vad bäraren än tänker sig i sitt sinne kan ringen verkställa, till exempel en stor knytnäve av grön energi eller en kraftsköld.
Under det tidiga 1970-talet sjönk försäljningssiffrorna för Green Lanterns serietidning i USA vilket gjorde att nykomlingarna Dennis O'Neil och Neal Adams parades ihop och sattes i arbete med att höja kvaliteten på Green Lantern-historierna. O'Neil och Adams parade ihop Lantern med Green Arrow, Jordans raka motsats; Jordan, en riktig superpolis och lagföljare till varje pris som aldrig ifrågasatte systemet blev partner med Green Arrow, den politiskt medvetna, rebelliska, smått anarkistiska bågskytten. Tillsammans reste de runt i USA och mötte verkliga problem och orättvisor. En känd historia berättar hur Arrows följeslagare, Speedy, blivit beroende av narkotika. Trots enorm publicitet och beröm från kritiker lades serien Green Lantern Co-starring Green Arrow ned efter 13 nummer.
På 1990-talet blev Jordan galen över att hans hemstad Coast City blivit utplånad av Mongul och Cyborg-Superman. Därefter dödade han flera medlemmar ur Green Lantern Corps och Guardians of the Universe, men det visade sig att han blivit infekterad av Parallax – en utomjordisk varelse som sedan, i Hal Jordans skepnad, länge var en farlig motståndare för de andra DC Comics-hjältarna. Under denna period ersattes Jordan av Kyle Rayner som jordens främsta gröna lykta. Jordan har dock efter det återvänt i sin Green Lantern-roll och Parallax är ute ur hans system.

## Guy Gardner
Guy Gardner introducerades 1968 som en alternativ kandidat till titeln Green Lantern. Guy har blivit den gröna lykta som många antingen älskar eller hatar. På senare år har han framställs som en självupptagen, uppkäftig skitstövel som ibland personlighetsförändras och blir löjligt snäll i stället. Han gör alla fel en hjälte kan göra, men i slutänden gör han ändå det rätta.
Guy var ursprungligen en socialarbetare och senare gympalärare, som när han väl blev Green Lantern redan hade gått miste om titeln två gånger. Första gången befann han sig för långt ifrån den döende Abin Sur och titeln gick till Hal Jordan istället. Andra gången sökte Jordan en reserv, men då var Gardner allvarligt skadad, och titeln gick istället till John Stewart. Till slut blev Guy Gardner ändå Green Lantern, men efter en explosion som kastade honom in i ett annat universum fick han hjärnskador och låg i koma i flera år. Troligen var det hjärnskadorna som lade grunden till den karaktär han har idag.
Gardner var medlem i Justice League International/Justice League of America under seriens komiska period i slutet av 1980-talet och början av 1990-talet, då bland andra Keith Giffen och J.M. DeMatteis vidareutvecklade karaktären.
När Gardner förlorade sin gröna kraftring fick han istället en gul ring som tidigare hade tillhört superskurken Sinestro. Under den här perioden hade figuren en egen tidning vid namn Guy Gardner (senare Guy Gardner: Warrior), som utkom med 44 nummer åren 1992–1996. Namnbytet till Warrior kom sig av att Gardner förlorade även den gula ringen och upptäckte att han härstammade från en utomjordisk ras som gav honom förmågan att förvandla valfri del av sin kropp till ett vapen. Guy Gardner trappade så småningom ner på hjältedåden och öppnade superhjältebaren Warriors. Senare fick han åter en grön kraftring och återinsattes i tjänst i Green Lantern Corps.

## John Stewart
John Stewart valdes till reservlykta när Guy Gardner var för svårt skadad för att kunna ta sig an uppgiften. John var en arg svart medborgarrättskämpe och hamnade tidigt på kant med Hal Jordan, men i slutändan blev John mer ödmjuk och Hal fick upp ögonen för sina egna fördomar.
John Stewart tjänade sporadiskt som hjälte, men drog sig mer eller mindre tillbaka när han av misstag råkade förinta en hel planet genom sin arrogans (i miniserien "Cosmic Odyssey"). Han tjänade ett tag som medlem av en annan intergalaktisk polisstyrka, Darkstars, innan han hamnade i rullstol efter att ha attackerats av en hämnare från den planet han en gång råkat förstöra. John satsade då på sin karriär som arkitekt. Han fick en reservring och botades av den nye Green Lantern, Kyle Rayner, och har sedan dess varit en värdefull medlem i Justice League of America.

## Kyle Rayner
Kyle Rayner fick ta över den sista kraftringen efter att Hal Jordan blivit galen och dödat alla medlemmar i Green Lantern Corps och nästan alla av Guardians of the Universe. Ett tag var han också Ion och hade nästan gudalika krafter, han övergav dessa krafter för att ladda det centrala batteriet på Oa, Green Lantern Corps högkvarter, och hem till Guardians of the Universe och hjälpa till att bygga upp Green Lantern Corps igen.

## Simon Baz
Simon Baz introducerades 2012 under the new 52 och är den femte Green lantern från Jorden (sjätte om man räknar med Alan Scott). Simon skapades av Geoff Johns och Doug Mahnk. Han en av huvudkaraktärerna i DC rebirth: Green Lanterns tillsammans med Jessica Cruz.

## Jessica Cruz
Jessica Cruz är den sjätte Green lantern från Jorden (sjunde om man räknar med Alan Scott). Hon introducerades i ''the New 52'' Justice League issue 30 från 2014 och skapades av Geoff Johns och Doug Mahnk. Hon blev dock inte en Green lantern förrän issue 50. Jessica är en av huvudkaraktärerna i DC rebirth: Green Lanterns tillsammans med Simon Baz.

## Green Lantern Corps
Green Lantern Corps (Gröna lyktornas kår på svenska) är den intergalaktiska "poliskår" som hjältarna med titeln "Green Lantern" tillhör. När organisationen var som mest levande hade den 7200 medlemmar från universums alla hörn och av alla möjliga arter och raser. 
Kåren drivs av de nästan odödliga Guardians of the Universe (Universums väktare).

## Fiender
- Sinestro - Ledare över Sinestro Corps - en kår som använder sig av gula kraftringar, vilket är de gröna ringarnas svaghet. Dessa är de gröna lyktornas ärkefiender.
- Star Sapphire - En identitet som bärs av samtliga medlemmar i kåren Star Sapphires. Dessa bär huvudbonader med safirer, som utsöndrar skär energi.
- Evil Star - Superskurk som kan absorbera energi från stjärnor, vilket ger honom förmågan att flyga och avfyra kraftstötar.
- Solomon Grundy - Zombie med övermänsklig styrka och osårbarhet.
- Sonar - Mästare på vapen som kan avfyra starka ljudvågor.
- Goldface - Använder sig av guldrelaterade vapen och system.
- Icicle - Brottsling av låga temperaturer.
- Dr. Polaris - Mästare inom magnetism.